# Nils Fiechter
Nils Miles Fiechter (* 18. August 1996 in Thun; heimatberechtigt in Dürrenroth) ist ein Schweizer Politiker (SVP) und Berner Grossrat. Seit März 2024 ist er Präsident der Jungen SVP Schweiz (JSVP).

## Biografie
Nils Fiechter wuchs in Frutigen im Berner Oberland auf und besuchte die Primarschule Widi Frutigen sowie die Oberstufenschule Frutigen. Er absolvierte von 2012 bis 2015 eine kaufmännische Lehre bei der Gemeindeverwaltung Kandersteg. Seit Mai 2019 arbeitet er als Gemeindeverwalter von Oberwil im Simmental.
Durch seine aus Kanada stammende Mutter ist er schweizerisch-kanadischer Doppelbürger. Er wohnt in Oberwil. Er ist mit der JSVP-Strategiechefin Sarah Regez liiert.

## Politische Karriere
Seine politische Karriere begann Fiechter im Alter von 17 Jahren bei der Jungen SVP Kanton Bern und der SVP Frutigen. 2014 wurde der Jungpolitiker zum Präsidenten der Jungen SVP Kreisverband Frutigen-Niedersimmental gewählt. Im April 2017 trat er  zusammen mit Adrian Spahr die Nachfolge vom langjährigen Parteipräsidenten und Nationalrat Erich Hess als Co-Parteipräsident der Jungen SVP Kanton Bern an.
2022 bestätigte das Bundesgericht die Verurteilung wegen Rassendiskriminierung der Co-Präsidenten der Jungen SVP Bern, Nils Fiechter und Adrian Spahr, wegen eines Plakats mit dem Text «Wir sagen Nein zu Transitplätzen für ausländische Zigeuner», auf dem sich ein Schweizer vor einem Abfallhaufen die Nase zuhält, während eine dunkelhäutige Person im Freien ihre Notdurft verrichtet.
Im März 2024 wurde er als Nachfolger von David Trachsel zum Präsidenten der Jungen SVP Schweiz (JSVP) gewählt.
Nils Fiechter ist seit November 2023 Grossrat, er konnte für Thomas Knutti nachrücken.
Im Juni 2024 trat er beim russischen Sender Russia Today auf, bei dem er die in der Schweiz stattfindende Konferenz zum Frieden zum Krieg in der Ukraine kritisierte. Auch kritisierte er den Bundesrat, weil dieser Russland nicht eingeladen hat. Fiechter warnte davon, die Neutralität des Landes könnte zerstört werden. Gegner warfen ihm daraufhin vor, sich von Russland instrumentalisieren zu lassen. Die Junge GLP Schweiz gab anschliessend bekannt, nach zahlreichen Skandalen die Zusammenarbeit mit der Jungen SVP Schweiz einzustellen.